# Sammy Nelson
Sammy Nelson (Belfast, 1949. április 1.  – ) északír válogatott labdarúgó. 

## Pályafutása

### Klubcsapatban
Belfastban született. 1969 és 1981 között az Arsenálban játszott, melynek tagjaként 1971-ben angol bajnoki címet szerzett és megnyerte az FA-kupát. 1981 és 1983 között a Brighton & Hove Albion játékosa volt.

### A válogatottban
1970 és 1982 között 51 alkalommal szerepelt az északír válogatottban és 1 gólt szerzett. Részt vett az 1982-es világbajnokságon, ahol a Spanyolország elleni csoportmérkőzésen csereként, Ausztria ellen pedig kezdőként lépett pályára. A Jugoszlávia, a Honduras és a Franciaország elleni találkozókon nem kapott lehetőséget.

## Sikerei, díjai
Arsenal FC
- Angol bajnok (1): 1970–71
- Angol kupagyőztes (2): 1970–71, 1978–79
- Vásárvárosok kupája (1): 1970–71